# Гоблини (албум)
Гоблини је први студијски албум  панк рок групе Гоблини, објављен 6. априла 1994. године за издавачку кућу Myusic Yuser. Албум је објављен на аудио касети. Сниман је у До-Ре-Ми студију у Новом Саду, у периоду од јула до новембра 1993. године.

## Списак песама
| №   | Назив                        | Трајање |  |
| 1.  | Ципјонка (интро)             | 2:20    |  |
| 2.  | Комад ноћи                   | 2:28    |  |
| 3.  | Елесди се враћа кући         | 2:56    |  |
| 4.  | Дан после                    | 3:05    |  |
| 5.  | Маме                         | 2:36    |  |
| 6.  | Keep Away From Children      | 3:23    |  |
| 7.  | Реци да                      | 3:01    |  |
| 8.  | Ја можда и би                | 3:41    |  |
| 9.  | Знам                         | 3:15    |  |
| 10. | Ципјонка (Base Erotic Remix) | 0:58    |  |

## Учествовали на албуму
- Бранко Голубовић Голуб - вокал
- Владислав Кокотовић - бас, пратећи вокали
- Ален Јовановић - гитара, пратећи вокали
- Ненад Дивнић Кића - бубњеви
- Александра и Александра - вокали
- Миша Богуновић - дизајн омота
- Предраг Пејић - продуцент